# Geophilella pyrenaica
Geophilella pyrenaica är en mångfotingart som beskrevs av Ribaut 1913. Geophilella pyrenaica ingår i släktet Geophilella och familjen slankdvärgfotingar. Inga underarter finns listade i Catalogue of Life.